# 雄麦乡
雄麦乡（藏語：གཞུང་སྨད་），是中华人民共和国西藏自治区日喀则市萨迦县下辖的一个乡镇级行政单位。

## 行政区划
雄麦乡下辖以下地区：
曲堆村、嘎布切村、杂果村、雄麦村、玉琼村、嘎白村和曲瓦村。